# Benkő István (esperes)
Benkő István (Rákospalota, 1889. május 15. – Budapest, 1959. július 4.) református esperes, egyházi író, lapszerkesztő.

## Élete
Benkő István református lelkész és Szászy Etelka fia. Rákospalotán járt elemi iskolába, 1899 és 1907 között Budapesten végezte gimnáziumi tanulmányait. 1911-ben a fővárosban végezte a teológiát. Egy évet töltött a skóciai Edinburghban időzött. Miután visszatért Magyarországra, 1912 szeptemberében a Magyar Evangéliumi Keresztyén Diákszövetség utazó titkára lett, 1913 szeptemberében megkezdte segédlelkészi működését Budapesten. Ezután 1914-től Rákospalotán szolgált lelkészkként, ahol 1921-ben elsőpappá lépett elő. 1936-ban a dunamelléki egyházkerület aljegyzőnek, 1939-ben zsinati póttagnak, az ekkoriban létrejött pestkörnyéki egyházmegye, melynek szervezése Benkő munkája volt, 1938-ban esperesnek választotta. 1959-ben bekövetkezett haláláig szolgált. Városi és társadalmi testületek munkáját is segítette, létrehozta a Református Gyülekezeti Munkások közösségét, részt vett a Sylvester Nyomda megalapításában, útjára indította a Református Híradót és a Diákvilág társszerkesztője volt. Halálát követően a Hazafias Népfront aranyéremmel jutalmazta.

## Fontosabb művei
- Isten szeretetének nagy ellenmondásai. (Budapest, 1913.)
- A gyermekkeresztség. (Budapest, 1923.)
- A szenvedés problémája. (Budapest, 1931.)
- Evezz a mélyre (Bibliai dolgozatok). (Budapest, 1932.)
- Krisztus. (Budapest, 1932.)
- A praedestinatio világszemlélete. (Budapest, 1938.)
- Mondottam ember (Prédikációk). (Kecskemét, 1939.)